# Blue River (canción de Elvis Presley)
"Blue River" (Lit. "Río azul") es una canción de rock and roll con matices de a go-go grabada y popularizada por Elvis Presley en 1963. Fue compuesta por Paul Evans y Fred Tobias.La versión de Presley ingresó en diversas listas luego de su lanzamiento al mercado en formato sencillo. A la vez la canción formó parte de la banda sonora de la película Double Trouble en 1967.

## Grabación
"Blue River" fue uno de los temas registrados por Elvis durante las sesiones de grabación en el estudio B de la RCA en Nashville, Tennessee en este caso el día 28 de mayo de 1963 y que conforma una de las canciones de lo que popularmente se denomina "el álbum perdido"ya que Elvis registró entre los días 26 y 28 de mayo unos 15 temas, entre ellos "Blue River", que iban a estar destinados a lo que sería su siguiente álbum, lo cual no sucedió y la compañía RCA terminó editándolos como cara A o B de distintos sencillos o incluyéndolos como temas extras de bandas sonoras de películas, hasta que finalmente en 1991 se reunió buena parte de dicho material en conjunto con grabaciones de enero de 1964 y se lanzó al mercado en 1991 el trabajo conocido como "For the Askin: The Lost Album".

## Músicos de la sesión
- Elvis Presley - vos
- Grady Martin, Harold Bradley, Jerry Kennedy y Scotty Moore - guitarras
- Bob Moore - bajo
- Floyd Cramer. - piano
- Boots Randoph - saxofón, xilófono y maracas
- D.J. Fontana y Buddy Harman - batería
- Millie Kirkham y The Jordanaires . coros

## Letra
A pesar del ritmo acelerado de rock and roll y visos de gogó típicos de los primeros años de la década de 1960, la letra trata de un amante al que su amor idílico lo ha dejado por no sentir lo mismo que él. En su desesperación y tristeza el protagonista se refiere a un río azul que no figura en los mapas "Blue river, it can't be found on any map that I know" pero al que todos los amantes desconsolados suelen ir a llorar, que corre a lo largo de un sendero de angustia y dolor de los sueños rotos de aquellos que alguna vez amaron en vano. "It winds along a path of heartache and pain, of broken dreams from loving someone in vain"

## Listas
| Listas (1966)       | Posición alcanzada |
| ------------------- | ------------------ |
| Bélgica (Flanders)  | 18                 |
| Dinamarca           | 27                 |
| Noruega             | 6                  |
| Nueva Zelanda       | 12                 |
| UK Singles Chart    | 22                 |
| US Billboad Hot 100 | 95                 |

## En la cultura popular
Existen al menos dos lugares geográficos dentro de los Estados Unidos llamados de igual manera que la canción; uno de ellos es la villa Blue River ubicada en el estado de Wisconsin y el otro es un pueblo del condado de Summit igualmente llamado Blue River en el estado de Colorado.